# Keele University
Keele University – angielska uczelnia w pobliżu Newcastle-under-Lyme w Staffordshire, założona w 1949 roku jako eksperymentalne kolegium wdrażające szeroki program nauczania i badania interdyscyplinarne, najbardziej znana z pionierskich podwójnych stopni w Wielkiej Brytanii.
Uniwersytet zajmuje obszar wielkości 617 akrów (2,5 km²) i jest położony w pobliżu wsi Keele. Budynki akademickie wraz z domami parku naukowego i centrum konferencyjnym czynią go największym kampusem uniwersyteckim w Wielkiej Brytanii.